# Войны сиу
Войны сиу (англ. Sioux Wars) — серия вооружённых конфликтов между Соединёнными Штатами Америки и племенами сиу во второй половине XIX века. Началом этих войн считается столкновение отряда Джона Граттана с лакота в 1854 году, а окончанием — бойня на ручье Вундед-Ни в 1890 году.

## Первый конфликт
Первый серьёзный вооружённый конфликт между США и племенами сиу произошёл 19 августа 1854 года к востоку от форта Ларами на территории современного штата Вайоминг. В июле 1854 года брюле, оглала и небольшая часть миннеконжу ожидали свои ежегодные товары и находились в нескольких милях от форта Ларами вблизи от реки Норт-Платт. Собралось около 3 тысяч лакота. Они ожидали прибытие индейского агента, голодали и среди них росло недовольство. Мимо большого индейского лагеря продвигался мормонский обоз, который следовал в Юту. Один из мормонов потерял корову, и, прибыв в форт Ларами, пожаловался на индейцев.
Наказать лакота вызвался Джон Граттан, молодой офицер, который недавно окончил Военную академию США. В сопровождении 30 добровольцев и с двумя горными гаубицами он прибыл к селению брюле. В результате завязавшегося боя все американские солдаты, включая Граттана, были убиты. Это сражение стало известно как Резня Граттана.
Военные власти США направили против лакота карательную экспедицию под командованием генерала Уильяма Харни. На рассвете 3 сентября 1855 года солдаты атаковали селение брюле на Эш-Холлоу. Индейский лагерь был уничтожен, 86 человек было убито, много женщин и детей захвачено в плен.

## Война в Миннесоте и Дакоте
Вооружённый конфликт между США и санти-сиу начался 17 августа 1862 года на реке Миннесота на юго-западе штата Миннесота и завершилась смертной казнью 38 индейцев санти-сиу 16 декабря 1862 года в Манкейто, Миннесота.
После окончания восстания часть индейцев, участвовавших в нём, бежали на Запад и в Канаду. Армия США, возглавляемая генералом Сибли, преследовала беглецов. Санти, вместе с присоединившимися к ним янктонаями, нашли приют среди лакота. Между американской армией и индейцами произошёл ряд сражений, сиу были вынуждены отступить. 28 июля 1864 года лакота, санти и янктонаи столкнулись с армией генерала Альфреда Салли в битве у Киллдир-Маунтин. Американцы потеряли несколько человек убитыми, но сожгли сотни типи, тонны припасов и убили 30 сиу. Армия Салли продолжила путь на запад и в районе бедленда подверглась атаке индейцев. Вооружённые столкновения продлились три дня и стоили американской армии девяти человек убитыми и сотни ранеными.
После этих событий хункпапа, сихасапа и итазипчо стали относиться к белым людям крайне враждебно.

## Война в Колорадо
Война в Колорадо происходила с 1863 года по 1865-й. Военные действия велись в основном между ополченцами Территории Колорадо и индейскими племенами. Лакота сыграли важную роль в боях, которые шли вдоль реки Саут-Платт. Война была сосредоточена на равнинах Колорадо.
Лакота приняли участие в нападение на город Джулесбург, уничтожили и сожгли множество ранчо и дорожных станций. В июле 1865 года, они, вместе с шайеннами и арапахо, атаковали солдат в битве у Платт-Бридж.

## Война на Паудер-Ривер
В 1865 году генерал-майор Гренвилл Додж, командующий департаментом Миссури, отправил карательную экспедицию на территорию Паудер-Ривер, которую возглавил Патрик Коннор. Коннор разделил свои силы на три колонны, которые должны были окружить враждебных индейцев. Одну из колонн возглавил сам Патрик Коннор, остальные — Нельсон Коул и Сэмюэл Уокер. Экспедиция Коннора закончилась полным провалом, её единственным успехом был захват лагеря северных арапахо.

## Война Красного Облака
Весной 1866 года власти США направили к индейцам специальную мирную комиссию. Однако пока велись переговоры, батальон пехотинцев США отправился патрулировать Бозменский тракт. Вождь оглала Красное Облако обвинил представителей комиссии во лжи и покинул совет, большинство воинов последовало за ним.
В декабре 1866 года в районе форта Фил-Кирни лакота, шайенны и арапахо перебили отряд капитана Уильяма Феттермана — 81 человека, спастись не удалось никому. Резня Феттермана потрясла США — впервые был полностью уничтожен такой большой отряд солдат.
Весной и летом 1867 года Красное Облако вёл кампанию с целью вынудить американцев уйти из района Паудер-Ривер. На караваны фургонов, следовавших по Бозменской тропе, предпринимались постоянные нападения. Форты, расположенные в этом районе, часто оказывались в столь тесной блокаде, что военные вынуждены были сражаться даже чтобы обеспечить себя питьевой водой и топливом.
Вооружённые столкновения в районе Паудер-Ривер привели к тому, что правительство США вынуждено было заключить мир с враждебными индейцами на их условиях. Продолжать долгую и дорогостоящую войну американские власти не захотели.

## Война за Чёрные Холмы
В 1874 году экспедиция под руководством Джорджа Армстронга Кастера исследовала Блэк-Хилс, часть резервации, обещанной по договору 1868 года индейцам сиу и шайеннам, и обнаружила там золото. В 1875 году произошёл наплыв золотоискателей в Блэк-Хилс. Правительство США попыталось купить индейские земли, но соглашение не было достигнуто — сиу и шайенны предпринимали отчаянные попытки изгнать белых людей со своей земли.
Против индейцев летом 1876 года военный департамент организовал карательную экспедицию. На территорию сиу и шайеннов армия США выступила тремя колоннами, с разных сторон, чтобы окончательно разбить индейцев и заставить их уйти в резервацию. С запада шёл полковник Джон Гиббон, с востока — генерал Альфред Терри вместе с кавалерийским полком Джорджа Армстронга Кастера, с юга — генерал Джордж Крук. Произошло несколько сражений, крупнейшими из которых были битва при Роузбад и битва при Литл-Бигхорне, в которых сиу и шайенны одержали победы. Но позже американская армия сумела сломить сопротивление индейцев и заключить их в резервации.
Война за Чёрные Холмы была последним крупномасштабным конфликтом между коренными жителями Северной Америки и Соединёнными Штатами.

## Война Пляски Духов
В 1888 году в резервации сиу появились первые слухи о том, что в Неваде появился индейский пророк. Его звали Вовока и он был из племени пайютов. Новый религиозный лидер утверждал, что великое наводнение смоет всех белых людей, после чего возродится прежний мир индейцев. Мессианское движение стало известно как Пляска Духов.
Несмотря на то, что пророк призывал своих сторонников не причинять вреда американцам, некоторые лидеры лакота истолковали его учение по-своему. Они уверяли, что каждый, кто носит украшенные защитными амулетами рубахи духов, становится неуязвим, и пули солдат не смогут причинить им вреда. Одними из самых активных проповедников нового культа среди лакота стали Короткий Бык и Пинающий Медведь.
Индейский агент Джеймс Маклафлин распорядился, чтобы арестовали Сидящего Быка, который хоть и не являлся лидером нового религиозного течения, но к белым относился враждебно. 15 декабря 1890 года при попытке ареста вождь хункпапа был убит. Известие об этом событии ещё более усилило волнение среди сиу. В резервацию были направлены войска — правительство США опасалось, что гибель столь известного вождя повлечёт за собой восстание всех сиу. 29 декабря 1890 года 500 солдат 7-го кавалерийского полка США при поддержке четырёх орудий Гочкиса окружили лагерь миннеконжу и хункпапа. Командир полка, бригадный генерал Джеймс Уильям Форсайт, приказал своим людям забрать у лакота оружие, но мирно разоружить индейцев не вышло — возникла перестрелка и солдаты открыли огонь по сиу. Это событие стало известно как Бойня на ручье Вундед-Ни. Было убито 153 индейца, более 50 ранено. Солдаты потеряли 25 человек убитыми и 39 ранеными. Бойня на ручье Вундед-Ни стала последним крупным вооружённым конфликтом между сиу и армией США и одной из последних битв Индейских войн.